# Ferdinand Tiemann

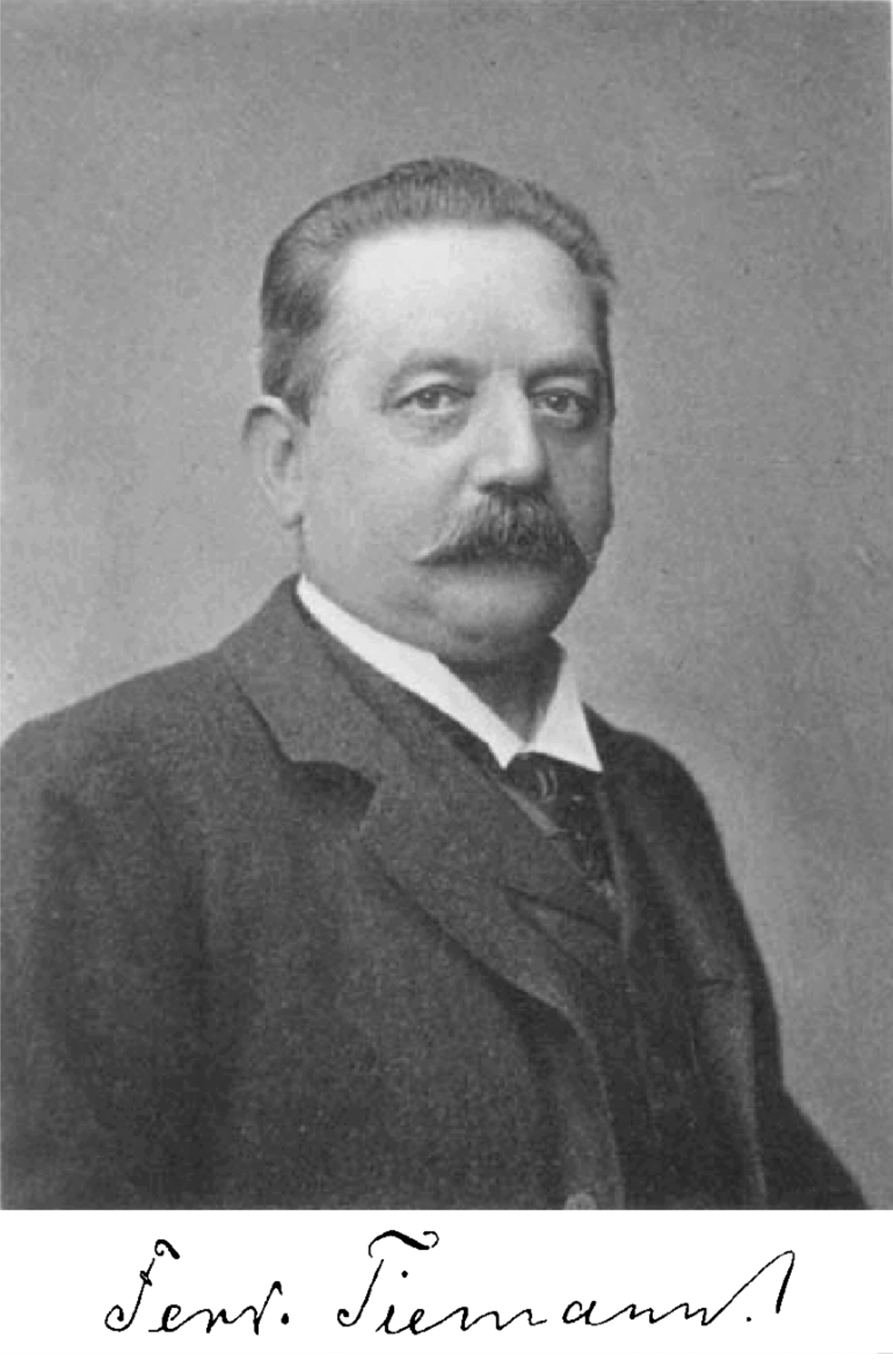
Ferdinand Tiemann, ca. 1880 in Berlin

Ferdinand Tiemann (* 10. Juni 1848 in Rübeland; † 14. November 1899 in Meran; vollständiger Name: Johann Karl Wilhelm Ferdinand Tiemann) war ein deutscher Chemiker und Hochschullehrer.

## Leben
Tiemann studierte 1866 zunächst Chemie und Pharmazie an der Polytechnischen Schule Braunschweig und ging nach dem Apotheker-Examen 1869 als Assistent zu August Wilhelm von Hofmann an die Friedrich-Wilhelms-Universität Berlin. Friedrich Knapp, der mit Hofmann und Justus von Liebig bekannt war, hatte ihm das Chemiestudium in Berlin empfohlen.
Tiemann promovierte 1870 als Externer an der Georg-August-Universität Göttingen mit der Dissertation Noch ein Beitrag zur Kenntniss von Abkömmlingen des Toluols und des Guanidins. Er unterbrach seine wissenschaftliche Tätigkeit wegen der Teilnahme am Deutsch-Französischen Krieg und setzte seine Assistententätigkeit bei Hofmann erst im Sommer 1872 fort. Tiemann und Hofmann waren seit 1873 verschwägert.
1874 entdeckte Tiemann zusammen mit Wilhelm Haarmann ein Verfahren zur Herstellung von Vanillin aus Coniferin.
Zur großtechnischen Nutzung dieses Synthesewegs gründeten beide im Sommer 1874 in Holzminden Haarmann's Vanillinfabrik. Ferdinand Tiemann strebte eine akademische Laufbahn an und beteiligte sich deshalb nur als stiller und beratender Teilhaber an dem Unternehmen.
1876 beteiligte er sich an der weiteren Erforschung der von Karl Reimer entdeckten Reimer-Tiemann-Reaktion. Reimer selbst wurde 1876 Mitinhaber von Haarmann's Vanillinfabrik.
Tiemann habilitierte sich 1878 an der Friedrich-Wilhelms-Universität Berlin und wurde 1882 hier als Professor berufen. Sein Arbeitsgebiet war die Chemie der Riechstoffe.
Ferdinand Tiemann starb 1899 nach einem Herzinfarkt im Alter von 51 Jahren in Meran. Er wurde auf dem Neuen Friedhof in Wannsee beigesetzt. Das Grab ist nicht erhalten.

## Ehrungen
- Tiemann war Mitglied der Deutschen Akademie der Naturforscher Leopoldina, für seine Verdienste verlieh ihm die Leopoldina 1876 die Cothenius-Medaille.
- 1855 gab Carl Friedrich Naumann einem von Tiemann 1828 entdeckten Mineral den Namen Tiemannit.

## Schriften
- (als Bearbeiter): Gärtner’s Handbuch der Untersuchung und Beurtheilung der Wässer. Zum Gebrauch für Apotheker, Ärzte, Chemiker, Fabrikanten, Medicinalbeamte und Techniker. (mit 40 Holzstichen und 10 Tafeln) 4. Auflage, Friedr. Vieweg & Sohn, Braunschweig 1895. (als Digitalisat bei der Heinrich-Heine-Universität Düsseldorf: urn:nbn:de:hbz:061:2-13576)